# Выборы губернатора Волгоградской области (2019)
Выборы губернатора Волгоградской области состоялись в Волгоградской области 8 сентября 2019 года в единый день голосования одновременно с выборами в Волгоградскую областную думу. Губернатор избирался сроком на 5 лет. Победу в первом туре одержал действующий губернатор Андрей Бочаров.

## Предшествующие события
Предыдущие выборы губернатора Волгоградской области прошли 14 сентября 2014 года. На них с результатом 88,49 % голосов победил Андрей Бочаров, который был назначен указом Президента России исполняющим обязанности губернатора 2 апреля 2014 года. Срок полномочий истекал 24 сентября 2019 года.

## Ключевые даты
- 5 июня Волгоградская областная дума назначила выборы на 8 сентября 2019 года (единый день голосования)[3][4].
- 6 июня опубликован расчёт числа подписей депутатов, необходимых для регистрации кандидата[5].
- 10 июня постановление о назначении выборов было опубликовано[4].
- с 11 июня по 5 июля — период выдвижения кандидатов[4].
  - агитационный период начинается со дня выдвижения кандидата и прекращается за одни сутки до дня голосования.
- с 16 по 24 июля — представление документов для регистрации кандидатов, к заявлениям должны прилагаться листы с подписями муниципальных депутатов[4].
  - в течение 10 дней после принятия документов для регистрации — принятие решения о регистрации кандидата либо об отказе в регистрации[4].
- с 10 августа по 6 сентября — проведение агитации в СМИ[4].
- 7 сентября — день тишины.
- 8 сентября — день голосования.

## Выдвижение и регистрация кандидатов
В Волгоградской области кандидаты могут выдвигаться только политическими партиями, имеющими право участвовать в выборах.
Каждый кандидат при регистрации должен представить список из трёх человек, один из которых, в случае избрания кандидата, станет представителем правительства региона в Совете Федерации.

### Муниципальный фильтр
В Волгоградской области кандидаты должны собрать подписи 5 % депутатов представительных органов муниципальных образований и (или) избранных на выборах глав муниципальных образований. Среди них должны быть подписи депутатов представительных органов районов и городских округов и (или) избранных на выборах глав районов и городских округов в количестве 5 % от их общего числа. Кроме того, кандидат должен получить подписи не менее чем в трёх четвертях районов и городских округов. По расчёту избиркома, каждый кандидат должен собрать от 228 до 239 подписей депутатов всех уровней и глав муниципальных образований, из которых от 51 до 53 — депутатов представительных органов и (или) глав не менее чем 29 районов и городских округов области.

## Кандидаты
| Кандидат           | Должность (на момент выдвижения)                                                                                             | Субъект выдвижения      | Статус | Кандидаты в Совет Федерации                           |
| ------------------ | --- | ----------------------- | --- | ----------------------------------------------------- |
| Андрей Бочаров     | губернатор Волгоградской области                                                                                             | Единая Россия           | зарегистрирован | Любовь Васильева Николай Семисотов Артём Фоминых      |
| Алексей Буров      | директор Волгоградского филиала ФГБОУ ВО «РЭУ им. Г. В. Плеханова», депутат Волгоградской областной думы                     | КПРФ                    | зарегистрирован | Тамара Головачева Ирина Охременко Евгений Шаманаев    |
| Эдуард Давыдовский | директор ГКОУ «Казачий кадетский корпус имени Героя Советского Союза К. И. Недорубова», депутат Волгоградской областной думы | Партия пенсионеров      | кандидатура снята после регистрации по личному заявлению                                                           | Владимир Ворожцов Евгений Кареликов Лариса Клименкова |
| Виктор Левчук      | председатель Совета Регионального отделения партии                                                                           | Партия ветеранов России | отказано в регистрации (нарушена тайна голосования при выдвижении, не представлены документы для регистрации)      |                                                       |
| Дмитрий Любитенко  | руководитель проектов ООО «Аурум»                                                                                            | Яблоко                  | отказано в регистрации (не представлены документы для выдвижения и регистрации, не преодолел муниципальный фильтр) |                                                       |
| Сергей Полещук     | председатель Волгоградской областной организации Горно-металлургического профсоюза России                                    | Справедливая Россия     | зарегистрирован | Николай Ветчинкин Дмитрий Калашников Сергей Шилин     |
| Владимир Поляков   | индивидуальный предприниматель                                                                                               | Национальный курс       | отказано в регистрации (не представлены документы для регистрации)                                                 |                                                       |
| Владимир Рублёв    | начальник автоколонны ООО «Транзит», депутат Котовской районной думы                                                         | ЛДПР                    | зарегистрирован | Николай Линник Татьяна Завозина Сергей Минаев         |

## Результаты
11 сентября Избирательная комиссия Волгоградской области подвела окончательные результаты выборов. Губернатором избран Андрей Бочаров, за него проголосовало 31,61% избирателей региона. 24 сентября Бочаров вступил в должность губернатора и назначил членом Совета Федерации председателя Волгоградской областной думы V созыва Николая Семисотова.
| Место                                    | Место                                    | Кандидат                                 | Партия                                   | Голосов   | %       |
| ---------------------------------------- | ---------------------------------------- | ---------------------------------------- | ---------------------------------------- | --------- | ------- |
|                                          | 1.                                       | Андрей Бочаров                           | Единая Россия                            | 582 848   | 76,80 % |
|                                          | 2.                                       | Алексей Буров                            | КПРФ                                     | 86 472    | 11,39 % |
|                                          | 3.                                       | Владимир Рублёв                          | ЛДПР                                     | 47 526    | 6,26 %  |
|                                          | 4.                                       | Сергей Полещук                           | Справедливая Россия                      | 25 746    | 3,39 %  |
|                                          |                                          |                                          |                                          |           |         |
| Действительных бюллетеней                | Действительных бюллетеней                | Действительных бюллетеней                | Действительных бюллетеней                | 742 592   | 97,85 % |
| Недействительных бюллетеней              | Недействительных бюллетеней              | Недействительных бюллетеней              | Недействительных бюллетеней              | 16 320    | 2,15 %  |
| Всего                                    | Всего                                    | Всего                                    | Всего                                    | 758 912   | 100 %   |
|                                          |                                          |                                          |                                          |           |         |
| Число бюллетеней, выданных на участке    | Число бюллетеней, выданных на участке    | Число бюллетеней, выданных на участке    | Число бюллетеней, выданных на участке    | 678 746   | 89,30 % |
| Число бюллетеней, выданных вне помещения | Число бюллетеней, выданных вне помещения | Число бюллетеней, выданных вне помещения | Число бюллетеней, выданных вне помещения | 81 324    | 10,70 % |
|                                          |                                          |                                          |                                          |           |         |
| Явка                                     | Явка                                     | Явка                                     | Явка                                     | 760 070   | 41,22 % |
| Число избирателей                        | Число избирателей                        | Число избирателей                        | Число избирателей                        | 1 843 833 | 100 %   |